# Arpenans
Arpenans és un municipi francès situat al departament de l'Alt Saona i a la regió de Borgonya - Franc Comtat. L'any 2007 tenia 217 habitants.

## Demografia

### Població
El 2007 la població de fet d'Arpenans era de 217 persones. Hi havia 84 famílies, de les quals 20 eren unipersonals (8 homes vivint sols i 12 dones vivint soles), 32 parelles sense fills, 24 parelles amb fills i 8 famílies monoparentals amb fills.
La població ha evolucionat segons el següent gràfic:
Habitants censats

### Habitatges
El 2007 hi havia 109 habitatges, 85 eren l'habitatge principal de la família, 12 eren segones residències i 12 estaven desocupats. 103 eren cases i 6 eren apartaments. Dels 85 habitatges principals, 73 estaven ocupats pels seus propietaris, 11 estaven llogats i ocupats pels llogaters i 1 estava cedit a títol gratuït; 4 tenien dues cambres, 10 en tenien tres, 15 en tenien quatre i 56 en tenien cinc o més. 74 habitatges disposaven pel capbaix d'una plaça de pàrquing. A 30 habitatges hi havia un automòbil i a 49 n'hi havia dos o més.

### Piràmide de població
La piràmide de població per edats i sexe el 2009 era:
| Homes | Edats   | Dones |
| ----- | ------- | ----- |
| 0     | 95 o +  | 0     |
| 0     | 90 a 94 | 0     |
| 4     | 85 a 89 | 0     |
| 0     | 80 a 84 | 4     |
| 0     | 75 a 79 | 4     |
| 8     | 70 a 74 | 8     |
| 8     | 65 a 69 | 8     |
| 4     | 60 a 64 | 4     |
| 4     | 55 a 59 | 4     |
| 4     | 50 a 54 | 8     |
| 16    | 45 a 49 | 4     |
| 4     | 40 a 44 | 8     |
| 8     | 35 a 39 | 4     |
| 4     | 30 a 34 | 4     |
| 8     | 25 a 29 | 4     |
| 8     | 20 a 24 | 8     |
| 4     | 15 a 19 | 4     |
| 8     | 10 a 14 | 0     |
| 0     | 5 a 9   | 4     |
| 0     | 0 a 4   | 4     |

## Economia
El 2007 la població en edat de treballar era de 141 persones, 104 eren actives i 37 eren inactives. De les 104 persones actives 97 estaven ocupades (55 homes i 42 dones) i 7 estaven aturades (5 homes i 2 dones). De les 37 persones inactives 17 estaven jubilades, 5 estaven estudiant i 15 estaven classificades com a «altres inactius».

### Ingressos
El 2009 a Arpenans hi havia 90 unitats fiscals que integraven 217 persones, la mediana anual d'ingressos fiscals per persona era de 15.684 €.

### Activitats econòmiques
Dels 6 establiments que hi havia el 2007, 5 eren d'empreses de construcció i 1 d'una empresa de transport.
Dels 5 establiments de servei als particulars que hi havia el 2009, 2 eren paletes, 1 guixaire pintor, 1 fusteria i 1 lampisteria.
L'any 2000 a Arpenans hi havia 10 explotacions agrícoles que ocupaven un total de 387 hectàrees.

## Equipaments sanitaris i escolars
El 2009 hi havia una escola elemental integrada dins d'un grup escolar amb les comunes properes formant una escola dispersa.

## Poblacions més properes
El següent diagrama mostra les poblacions més properes.